# Jun'ya Inoue
Jun'ya Inoue (井上 淳哉?, Inoue Jun'ya; Shimanto, 18 ottobre 1971) è un fumettista giapponese.
È un mangaka conosciuto soprattutto per il suo celebre manga seinen, Btooom!.

## Opere
- Otogi Matsuri (2002-2008)
- Btooom! (2009-2018)
- La Vie en Doll (2013)